# Дафна (кибуц)
Дафна (ивр. דפנה‎) — кибуц в составе регионального совета Ха-Галиль-ха-Элион (Северный округ Израиля). Расположен в долине Хула, основан в 1939 году, население в 2019 году 962 человека. Основа экономики — сельское хозяйство (полеводство, садоводство, молочное животноводство), индустрия туризма.

## География
Дафна располагается в северо-восточной части долины Хула. Административно относится к региональному совету Ха-Галиль-ха-Элион (Северный округ).
Рядом с Дафной проходит шоссе 99, расстояние до Кирьят-Шмоны - 10 минут езды, до Рош-Пины — 35 минут. По территории кибуца протекают три рукава реки Дан.

## История
Дафна — первое еврейское поселение на севере долины Хула, основанное методом «Стена и башня». Группа будущих основателей кибуца была сформирована уже в начале 1930-х годов в Нес-Ционе и состояла из 19 членов Объединённого кибуцного движения и 15 репатриантов, оставшихся в подмандатной Палестине после Маккабиады 1932 года. Группа провела в окрестностях Нес-Ционы более семи лет, за это время расширившись за счёт репатриантов из Польши, Литвы и Германии.
После принятия решения об основании кибуца в долине Хула группа основателей переместилась в Тель-Хай, где провела около двух месяцев. Закладка кибуца состоялась 3 мая 1939 года. В соответствии со стратегией «Стена и башня» основные здания, включая ограду вокруг поселения и сторожевую башню, возвели в один день. Новое поселение получило название Дафна в честь исторического еврейского населённого пункта, некогда располагавшегося в тех же местах.
Этнический конфликт в подмандатной Палестине и последующие арабо-израильские войны привели к тому, что Дафна долго оставалась небезопасным местом. Из кибуца пришлось трижды — в 1941, 1948 и 1981 годах — эвакуировать детей в центр страны. С 1969 года Дафна несколько лет подвергалась ракетным обстрелам с близлежащих арабских территорий. Тем не менее средняя школа, открывшаяся в кибуце уже в 1942 году, со временем превратилась в региональную. В 2020-е годы в школе «Хар у-Гай» обучается свыше 1000 детей.

## Население
По данным Центрального статистического бюро Израиля, население на начало 2020 года составляло 962 человека. По данным переписи населения 2008 года, в кибуце проживало 0,8 тысячи человек, из которых более 40 % перебрались в него в 5 лет, предшествовавших переписи. Медианный возраст составлял 31 год, 17 % населения составляли дети и подростки в возрасте до 17 лет включительно, 10 % — люди пенсионного возраста (65 лет и старше).
Почти 90 % жителей кибуца в 2008 году были уроженцами Израиля, из числа репатриантов чуть менее половины прибыли в страну к 1960 году и более 80 % — до 1990 года. Средний размер домохозяйства составлял 1,7 человека. Только 44 % жителей в возрасте 15 лет и старше состояли в браке, в среднем на замужнюю женщину приходилось 1,4 ребёнка. Более трети жителей имели академическое образование.

## Экономика
Ключевой отраслью экономики кибуца Дафна в XXI веке остаётся сельское хозяйство. По 1500 дунамов (150 га) кибуцных земель отведены под полевые культуры и фруктовые плантации. Выращиваются авокадо и цитрусовые культуры. Молочная ферма Дафны производит 3,5 млн литров молока в год. В кибуце действует также рыбоводческое хозяйство. Туристическая индустрия представлена коттеджным посёлком в деревенском стиле "Ганей-Дафна" и рыбным рестораном, созданы условия для рыболовов-любителей. 
В 2008 году 100 % жителей кибуца в трудоспособном возрасте были трудоустроены, более 85 % из них как наёмные работники. Хотя в большинстве единиц жилья было 1-2 комнаты, плотность населения составляла 0,6 человека на комнату. Примерно в 3/4 домохозяйств был персональный компьютер, в 60 % — как минимум один автомобиль (примерно в 15 % — два и больше). В среднем на домохозяйство приходились 1,5 сотового телефона.